# Morgause
Morgause, auch bekannt als Morgawse oder Margawse (selten auch Gwyar oder Anna) ist eine Figur aus der Sage um König Artus. In einigen Varianten ist sie die Halbschwester oder die Tante (Mutterschwester) von König Artus und entweder Mutter oder Erzieherin seines Sohnes Mordred, den Artus im Geschwisterinzest gezeugt haben soll. Möglicherweise handelt es sich sagengeschichtlich um eine 'Abspaltung' oder Verdoppelung der Figur der Morgan le Fay, deren Schwester oder Tante sie ist. Als Königin und Gemahlin des Königs Lot von Orkney ist sie in vielen Überlieferungen die Mutter von Gawan, Gareth, Gaheris und Agravaine.

## Mittelalterliche Literatur
Im Mabinogion heißt Artus’ Schwester und die Königin von Orkney Gwyar. Geoffrey of Monmouth wiederum nennt in der Historia Regum Britanniae Artus’ Schwester, die Lot von Orkney heiratet, Anna. Sie ist hier nicht lediglich die Halbschwester, sondern wie Artus das Kind von Igraine und Uther Pendragon.
Morgause spielt eine aktive Rolle in Le Morte d’Arthur von Thomas Malory. Sie ist die Tochter von Igraine und Gorlois, dem Herzog von Cornwall und hat zwei Schwestern, Elaine und Morgan le Fay. Nachdem Uther Pendragon ihren Vater besiegt und ihre Mutter heiratet, wird Morgause mit König Lot von Orkney verheiratet und hat vier Söhne mit ihm. Als ihr bis dahin unbekannter Halbbruder Artus den Thron besteigt, kommt Morgause nach Camelot, um den neuen König auszuspionieren. Unwissend, dass sie Geschwister sind, beginnen die beiden eine Affäre und Morgause wird mit Mordred schwanger, der nach seiner Geburt auf Befehl des Königs zu ihm gesandt wird. Auf dem Weg zu ihm passiert jedoch ein Unfall und Mordred wird von einem einfachen Mann gefunden und großgezogen.
Nachdem ihr Mann im Krieg gegen Artus gefallen ist, treten Morgauses Söhne in Artus’ Dienst ein. Sie selbst beginnt eine Beziehung mit dem jungen Ritter Lamorak. Unglücklicherweise ist er der Sohn des Ritters Pellinore, der Lot im Kampf tötete, weshalb zwischen ihm und ihren Söhnen eine Blutfehde besteht. Als Gaheris sie mit Lamorak findet, tötet er in blinder Wut seine eigene Mutter, woraufhin ihn Artus vom Hof verbannt. Da ihre anderen Söhne glauben, dass Lamorak ihre Mutter getötet hat, stellen sie ihm eine Falle und bringen ihn ebenfalls um.

## Darstellung in Film und Fernsehen
In dem zweiteiligen Fernsehfilm Die Nebel von Avalon spielte Joan Allen die Rolle der Morgause. Sie ist Artus’ und Morgans Tante und plant mit Hilfe ihres Ziehsohnes Mordred die Herrschaft über Britannien zu übernehmen. Sie besitzt rudimentäre Kenntnisse in der Magie von Avalon und Kräuterkunde.
In der zweiten und dritten Staffel der TV-Serie Merlin – Die neuen Abenteuer wurde Morgause von Emilia Fox gespielt. Sie ist die magiebegabte, kämpferisch geschulte Halbschwester von Morgana, allerdings nicht mit Artus verwandt. Da Morgana unter Uther Pendragons tyrannischer Herrschaft leidet und sich als Magiebegabte zusehends von ihren Freunden entfremdet, wird Morgause schnell ihre engste Vertraute. Morgauses große Hoffnung ist es, Uther durch Intrigen zu stürzen und ihre Schwester als Königin von Camelot zu inthronisieren.